# Крали Марко
Вижте пояснителната страница за други личности с името Крали Марко.
Марко Мърнявчевич, известен като Крали Марко, Марко Кралевити, Марко Кралевич или Крале Марко (на сръбски: Марко Мрњавчевић или Краљевић Марко) е средновековен крал на Прилепското кралство, обхващащо голяма част от областта Македония, със столица Прилеп.

## Биография
Марко е син на сръбския владетел и деспот Вълкашин Мърнявчевич и съпругата му Елена. Баща му около 1365 г. е обявен от цар Стефан Урош за съвладетел на Сръбското царство с титла крал, която му е преотстъпена от владетеля, поради по-ниския ѝ източен статус, и вероятно по държавни причини. Освен това Стефан Урош нямал мъжки наследници.
През 1371 г. Вълкашин заедно със своя брат деспота на Сярско Йоан Углеша, тръгват на поход срещу османските турци, като според тогавашните хронисти разполагат с 60 000 бойци, но са разбити в Битката при Черномен, където загиват и двамата.
Марко Мърнявчевич наследява кралството, но ставайки васал на османския султан.
Убит е в битката при Ровине, където се бие като васал на страната на османските турци срещу влашкия войвода Мирчо Стария.

## Семейство
Марко Мърнявчевич има брак с Елена, дъщеря на Радослав Хлапен, владетел на Костур и извънбрачна връзка с Теодора, съпругата на болярина Гъргур. Под натиска на своя тъст Радослав Хлапен обаче е принуден да се откаже от Теодора  и да се върне отново при законната си съпруга.

## Епос
Въпреки че завършва живота си като османски васал, в народните песни Марко остава като непобедим юнак и защитник на християните от османците. Възпят е в народния епос на българи и сърби – виж и бугарщици. Крали Марко заема значимо място в културата на Сърбия, България и Северна Македония.
Проф. Иван Венедиков защитава тезата, че епическият герой е наследник на митологически персонаж, който притежава едновременно уранически и хтонични черти и в структурно отношение се доближава в голяма степен до хетския Бог на бурята, семантично и културно съизмерим с Критския Зевс и Тракийския Дионис.

## Етническа принадлежност
През XIX век, във връзка с провежданата от Княжество и Кралство Сърбия външна политика по Начертанието, в публичното пространство излиза на преден план въпросът за етническата принадлежност на „баш юнака сред юнаците“ Крали Марко.
Тезата за сръбската етническа принадлежност на Крали Марко се базира и на съчинението на Мавро Орбини от края на XVI век „Царството на славяните“.
За българския произход на краля на Прилеп, свидетелстват редица летописци и хронисти от по-старо време, сред които Константин Михайлович, Йоан Музаки, Сфранцес, Теодор Кантакузин, Йосиф бен Йошуа, Филип Лоренц и други, които го сочат като „български княз“. Самият Марко Мърнявчевич се подписва и като „трети цар на България“, което сочи, че сам той се е чувствал българин.
Редица по-късни изследователи на периода на османското завоевание на Балканския полуостров, сред които Адам Кърчевич, Василе Петрович, Иларион Руварац, Владимир Чорович също споделят или поддържат становището, че Крали Марко е „родом българин“ и отбелязването на Орбини, че е роден в Ливно, е умишлена неточност, за да възбуди херцеговинци в борба срещу османците по него време.

## Галерия
- Портрет от Мина Караджич (1850)
- Смъртта на Крали Марко, от Новак Радонич (1848)
- Владенията на Крали Марко (1371 – 1395)